# Haimonssönerna

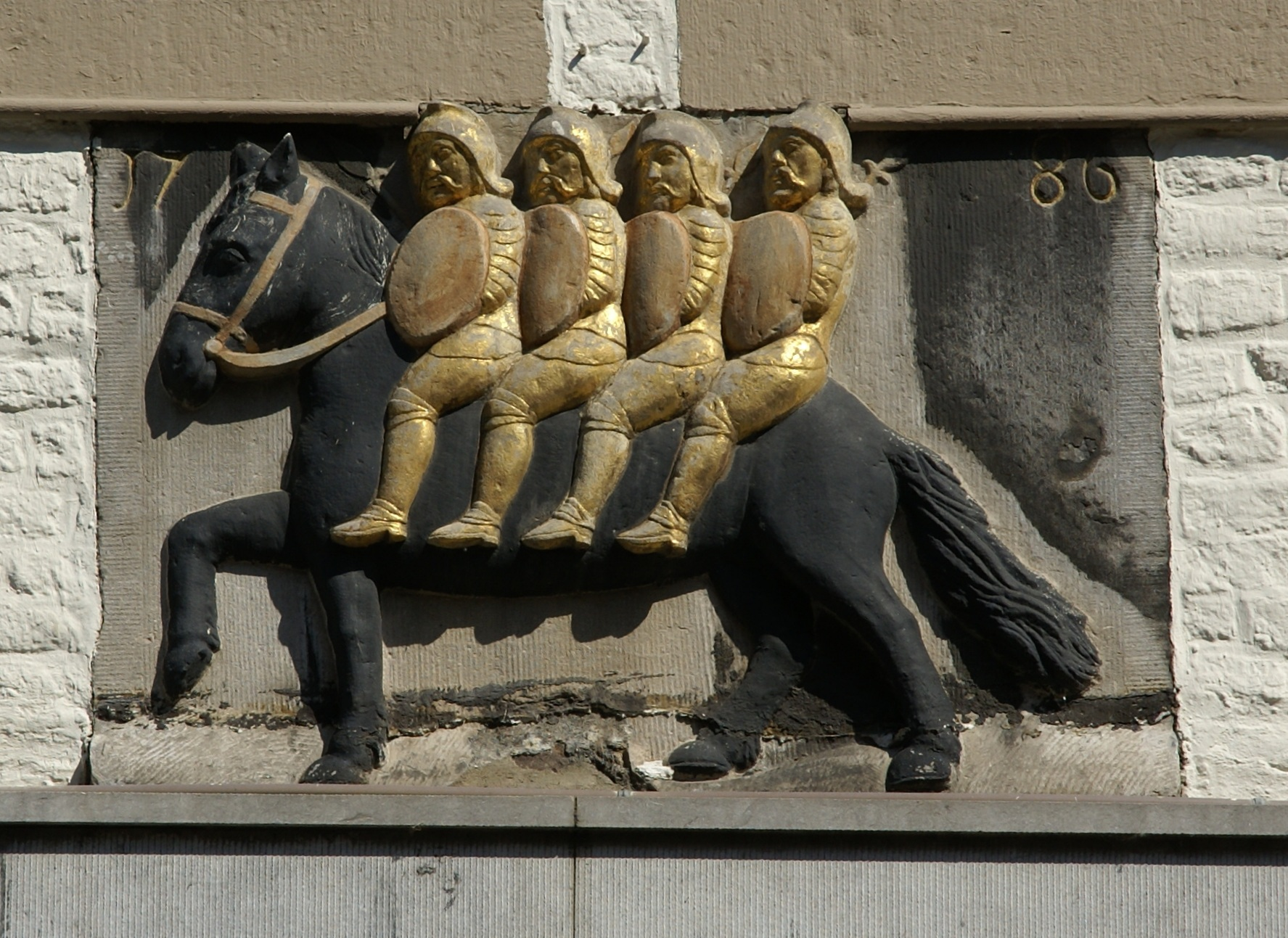
Relief föreställande Haimonssönerna ridande på Bayard.

Haimonssönerna – Aaalart, Richart, Guichart och Renaut – är hjältarna i Les quatre fils Aymon eller Renaut de Montauban, ett franskt epos om 18 489 alexandriner från 1100-talet.
Haimonssönerna var söner till den legendariske Aimon (Haimon), i sin tur son till Doon de Mayence. Haimonssönernas strider med Karl den store utgör innehållet i detta epos, vars berättelser spreds i hela Europa. I Norden tog Magnussagan upp delar av berättelsen.